# Eugenio Toussaint
Eugenio Toussaint Uhthoff (Ciudad de México, 9 de octubre de 1954–Ib., 8 de febrero de 2011) fue un reconocido pianista y compositor de jazz y música de cámara, famoso por sus aportaciones al jazz mexicano.

## Biografía
Nació en la Ciudad de México el 9 de octubre de 1954. Inició su carrera profesional a los 18 años, con una formación autodidacta, y solo hasta 1974 estudió en forma privada con el maestro Jorge Pérez Herrera (armonía para piano) y con Néstor Castañeda (técnica pianística).[cita requerida]
A los 21 años, se integró a la banda Blue Note, dirigida por el contrabajista mexicano Roberto Aymes, con quien se presentó por toda la República Mexicana y realizó sus primeras grabaciones de música original. 
Un año después, fundó el grupo Sacbé, mismo que haría historia por sus trabajos en el jazz mexicano.[cita requerida]
En 1979, junto a sus hermanos Enrique y Fernando, viajó a Estados Unidos y forma una nueva versión de Sacbé en la ciudad de Minneapolis. Tras un año de estancia en ese país, recibió una beca del gobierno mexicano para estudiar en los ¨Dick Grove Music Workshops¨ en Los Ángeles, California, donde conoció a Jon Crosse, saxofonista estadounidense, con quien formó una nueva versión de Sacbé. Ese mismo año realizó estudios de orquestación con el maestro Albert Harris. De 1982 a 1983 trabajó con el trompetista Herb Alpert y con el cantante Paul Anka como director musical.
En 1986 regresó a México para desempeñar principalmente su papel de compositor de música de cámara. Sus piezas han sido interpretadas, entre otros, por la Orquesta Sinfónica Nacional, la Orquesta Filarmónica de la UNAM, el Cuarteto Latinoamericano, Horacio Franco, la Orquesta Escuela Carlos Chávez, la Camerata de las Américas, la Orquesta de Jazz del Berklee College of Music y el Curtis Ensemble, además de haber recibido en dos ocasiones una beca del Fondo Nacional para la Cultura y las Artes.[cita requerida]
Eugenio permaneció activo en el ámbito del jazz, y en 2001 y 2004 fue nominado a los Grammy Awards en la categoría Latin Music por los álbumes Gauguin (2001) y Música de cámara (2004). Junto a Eddie Gómez y Gabriel Puentes, grabó en 2008 el álbum Oinos: Música Para Beber Vino.[cita requerida]
Hizo una presentación especial para Hecho en derecho, en la Facultad de Derecho de la UDG, el 6 de abril de 2005.[cita requerida]
Murió por suicidio a los 56 años en la Ciudad de México el 8 de febrero de 2011, poco antes de concluir la grabación de un proyecto musical para flauta travesera y orquesta en el que trabajaba con el flautista mexicano y catedrático de la Facultad de Música de la UNAM, Miguel Ángel Villanueva.

## Discografía

### Como líder o colíder
- Paisajes (con Antonio Zepeda) (Producciones Fonográficas, 1993)
- Día de Muertos (Urtex, 1997)
- 3 Suites (Urtex, 1999)
- Gauguin (Urtex, 2000)
- El pez dorado (M&L Music, 2002)
- Música de Cámara (Urtex, 2003)
- Trío (M&L Music, 2004)
- Oínos: Musica Para Beber Vino (Urtex, 2008)
- En Vivo en el Polak Fórum (Polak Forum Records, 2011)

### Con Sacbé
- Sacbé
- Aztlán
- Selva tucanera
- Street corner
- Dos mundos
- The painters’'
- ‘’Tri Neo’'
- ‘’Tri Neo Dimensiones